# Novedrate
Novedrate (lombardul: Nuedraa vagy Novedraa) település Olaszországban, Lombardia régióban, Como megyében. Lakosainak száma 2900 fő (2023. január 1.). Novedrate Figino Serenza, Carimate, Lentate sul Seveso és Mariano Comense községekkel határos.

## Népesség
A település lakossága az elmúlt években az alábbi módon változott:
| Lakosok száma | 2918 | 2907 | 2900 |
|               | 2017 | 2018 | 2023 |